# Mecna
Mecna, pseudonimo di Corrado Grilli (San Giovanni Rotondo, 26 marzo 1987), è un rapper, cantautore e grafico italiano.

## Biografia
Nel 2000, insieme a Lustro e Totò Nasty, forma i Microphones Killarz con cui, dopo anni di gavetta, rilascia gli album No Problem (2005) e No Sense (2007). I dischi, distribuiti in tutta Italia, riscuotono un buon successo a livello di pubblico. Il primo progetto solista è invece Propaganda, realizzato in collaborazione con Eldomino e distribuito da FunkYaMama nel 2006; l'album riceve ottime critiche sui siti specializzati di musica hip hop.
Nel 2009 entra a far parte del collettivo Blue Nox, insieme a nomi importanti della scena rap italiana come Kiave, Ghemon, Macro Marco e Hyst. Nel 2010 esce il secondo EP, intitolato Le valigie per restare. L'anno successivo, dopo aver pubblicato due singoli (Per le briciole e Le cose buone), pubblica il terzo EP dal titolo Bagagli a mano.
Il 7 settembre 2012 viene rilasciato per Macro Beats il primo album ufficiale, Disco Inverno, che ottiene un buon successo mediatico. A promuovere il progetto fa seguito un lunghissimo tour nazionale, con esibizioni su palchi importanti come quello dell'Hip Hop TV B-Day al Mediolanum Forum di Milano. Nel settembre dello stesso anno, il Meeting delle Etichette Indipendenti premia il rapper come Miglior solista.
Il 27 gennaio 2015 esce Laska, secondo album ufficiale. Il disco, caratterizzato da sonorità elettroniche, porta il rapper nel definitivo mainstream. In seguito al successo ottenuto, intraprende il secondo tour nazionale.
Il 13 gennaio 2017 sempre per Macro Beats, esce, in secret release, Lungomare Paranoia, il qual entra nella top ten degli album più venduti in Italia.
Nel 2018, firmando un contratto con Universal, conclude il rapporto lavorativo con Macro Beats. Il 22 giugno esce il quarto album ufficiale, intitolato Blue Karaoke. I primi singoli estratti sono stati Pratica e Tu ed Io, quest'ultima in collaborazione con CoCo. Come per i precedenti progetti, anche per questo viene definito il tour nazionale. Verso la fine dell'anno inizia a collaborare con il produttore italo-inglese Sick Luke, pubblicando i singoli Akureyri e Pazzo di te. Questo rapporto culmina con l'annuncio dell'album Neverland, pubblicato l'11 ottobre 2019. Il disco, oltre ad aver debuttato alla posizione nº5 della classifica iTunes, viene promosso prima con tre live a Milano, Napoli e Lecce e poi con il Fuori dalla città Tour.
Il 4 giugno 2020 pubblica il brano Ho guardato un'altra, seguito, il mese successivo, dai singoli Così forte e Paura di me. L'8 settembre pubblica il singolo Vivere che vede la partecipazione del rapper Izi, il quale anticipa il suo quinto album in studio, Mentre nessuno guarda, uscito il 16 ottobre 2020.
L'11 febbraio 2021 pubblica il singolo Soli, in collaborazione con Ghemon e Ginevra mentre, il 26 dello stesso mese, rilascia il singolo Mille cose, in coppia con la cantante Rainsford. Entrambe le canzoni vengono poi inserite, insieme ad altri sei inediti, nella deluxe edition dell'album, il quale è stato certificato disco d'oro dalla FIMI il 28 giugno.
Il 29 settembre 2021 pubblica il singolo Bromance insieme al rapper CoCo, volto ad anticipare l'album omonimo uscito il 22 ottobre successivo.

## Vita privata
Vive a Milano. Si è diplomato con lode allo IED di Roma ed ha collaborato con molti artisti, italiani ed internazionali, alla realizzazione grafica di vari progetti musicali.

## Discografia

### Da solista
- 2006 – Propaganda (come Mec Namara; con ElDoMino)
- 2012 – Disco Inverno
- 2015 – Laska
- 2017 – Lungomare Paranoia
- 2018 – Blue Karaoke
- 2019 – Neverland (con Sick Luke)
- 2020 – Mentre nessuno guarda
- 2021 – Bromance (con CoCo)
- 2023 – Stupido amore

### Con i Microphones Killarz
- 2005 – No problem
- 2007 – No Sense

## Tournée
- 2013 – Disco Inverno tour
- 2015 – Laska tour
- 2016 – Taxi tour
- 2017 – Lungomare Paranoia tour
- 2017 – Malibu Summer tour
- 2018 – Blue Karaoke tour
- 2020 – Fuori dalla città tour
- 2022 – Bromance tour (con CoCo)
- 2023 - Stupido amore tour
- 2024 – Mecna360*
- 2024 – Vuoi partire con me?